# 159778 Bobshelton
159778 Bobshelton è un asteroide della fascia principale. Scoperto nel 2003, presenta un'orbita caratterizzata da un semiasse maggiore pari a 2,4521232 UA e da un'eccentricità di 0,1991229, inclinata di 1,58633° rispetto all'eclittica.
L'asteroide è dedicato a Robert "Bob" Shelton, diciannovesimo preside dell'Università dell'Arizona.